# نیروی نظامی

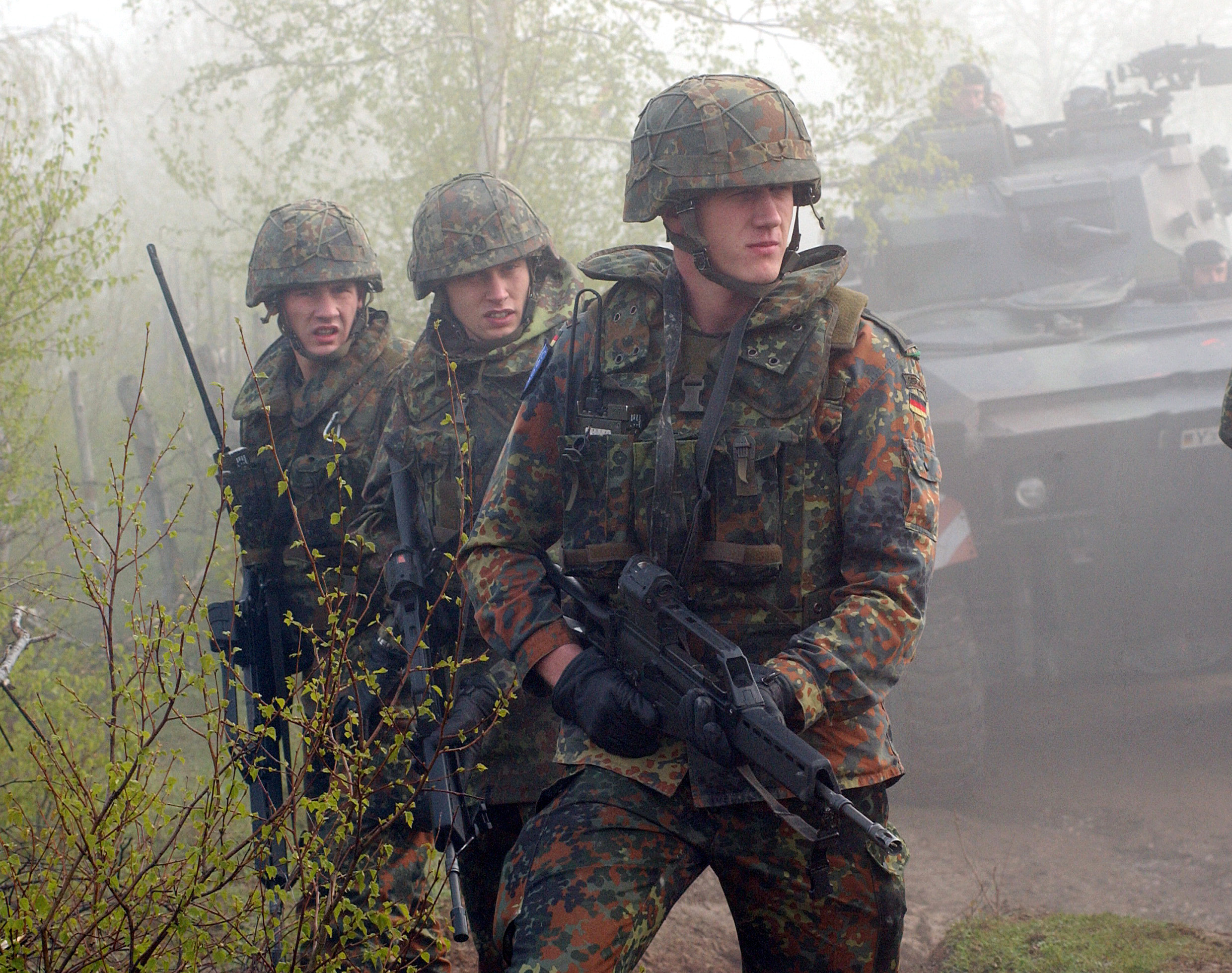
سربازان ارتش آلمان در بوسنی

نیروی نظامی یک عنوان کلی است که به هر گونه نیرویی که در سازمانی رسمی و حکومتی یا غیررسمی در قالب سازمان‌های شبه‌نظامی و حتی چریکی، برای جنگ و پیکار آموزش دیده باشد گفته می‌شود. این تعریف بسیار گسترده که در بر دارنده همه جنبه‌های نظامی‌گری است برآیند کاربرد بسیار فراوان این واژه در زبان فارسی می‌باشد. این کاربردها را می‌توان این گونه دسته‌بندی نمود:
- توان کلی نظامی یک کشور یا سازمان یا گروه؛ برای نمونه: «ایران نیروی نظامی برتر خودش». این کاربرد تنها به صورت فرد (نیروی نظامی) استفاده می‌شود نه جمع (نیروهای نظامی). با این همه در این مفهوم کاربرد عبارت «قدرت نظامی» یا «توان نظامی» به مراتب بیشتر از «نیروی نظامی» است.
- افسران و سربازانی که در یک سازمان نظامی رسمی مانند ارتش مشغول به خدمت هستند. برای نمونه: «در زمینه شمار نیروهای نظامی نیز، همچنان چین با داشتن دو میلیون و ۲۸۵ هزار نفر، دارای پرشمارترین نیروی مسلح در جهان است»[۱] گاه از این افسران و سربازان با نام مختصر «نیرو» یاد می‌شود. مانند: «آمریکا در حال حاضر بین ۴۵۰۰ تا ۵۰۰۰ نیرو در عراق مستقر دارد.».[۲]
- رزمندگانی که در یک سازمان شبه نظامی برای اهداف راهبردی و گذرا بیشتر به منظور دفاع آموزش می‌بینند. نمونه این رزمندگان را در قالب سازمان‌های شبه نظامی در سرتاسر جهان می‌یابیم. برای نمونه سازمان بسیج در جمهوری اسلامی ایران.
- جنگجویانی که در قالب جنگ‌های چریکی به نبرد مشغول می‌شوند. هرچند به نظر می‌رسد از آنجا که معمولاً همه چریک‌ها و تروریست‌ها به نوعی مستقیماً درگیر نبردند صفت «نظامی» دربارهٔ آن‌ها صفتی توصیفی باشد نه احترازی به این معنا که آنان نیروی غیرنظامی هم داشته باشند. شاید به همین دلیل است که بیشترین کاربرد دربارهٔ آن‌ها با حذف قید نظامی همراه است مانند: «در سپتامبر ۲۰۱۴ سیا اعلام کرد که تعداد نیروهای داعش بین ۲۰ هزار تا ۵۰۰. ۳۱ تن است»[۳]

## واژه‌شناسی
اصطلاح «نیروی نظامی» برهم آمده از دو بخش واژه‌ای «نیرو» به معنی قدرت و توان، و «نظامی» (از نظم عربی) به معنای سپاهی و لشکری است. از آنجا که این واژه پیشینه‌ای در کاربردهای متن‌های کلاسیک ایران ندارد برساخته‌ای نو به نظر می‌آید که گویی ترجمه‌ای مستقیم از واژه «Armed Forces» انگلیسی باشد. با این همه این واژه در حالت کلی خود اشاره به «military power» یا توان نظامی هم دارد و همین‌طور در کاربرد «شبه نظامی» می‌تواند ترجمه‌ای از واژه «militia» لاتین باشد، گو اینکه در معدود فرهنگ‌های فارسی که نیروی نظامی را در جستارهای خود دارند و این خود نشان از تازه ساخت بودن این واژه دارد واژه «میلیشیا» یا همان «militia» را در برابرش نهاده‌اند. برآیند کلی از این گستردگی و جوراجوری کاربرد این است که این واژه هنوز به تعریف شسته رُفته‌ای آنچنان که برای نمونه واژه «ارتش» به آن رسیده نرسیده‌است. می‌توان این‌گونه نتیجه گرفت که واژه «نیروی نظامی» اگرچه خاستگاه نخستینش عبارتی لاتین یا انگلیسی بوده‌است ولی از آنجا که در گستره کاربرد فارسی معانی متنوعی به خود گرفته‌است اکنون یافتن ترجمه‌ای کامل از آن در زبان مبدأ انگلیسی بسیار دشوار است.
گفتنی ست واژه «نظام» که اسم برای صفت «نظامی» است، واژه‌ای کلی به معنای سامان (چارچوب نظم یافته) است که یکی از کاربردهایش نیروی جنگنده رسمی یا همان ارتش است. از این‌رو این واژه نیز در کاربرد نظامی اش زیر مجموعه «نیروی نظامی» قرار می‌گیرد چنان‌که خود واژه «نظامی» به تنهایی انصراف به نیروی «ارتشی» دارد. گو اینکه اصطلاح «نظام» واژه قدیمی تری ست که پیش از فراگیر شدن «ارتش» برای همین معنا به کار می‌رفته‌است. ترکیب‌هایی چون پیاده‌نظام و سواره نظام اشاره به همین کاربرد است.

## تاریخ نظامی
معمولاً از اصطلاح تاریخ نظامی به عنوان تاریخ نبردها و نه صرفاً تاریخ وضعیت نظامی یک دوره برداشت می‌شود. این اصطلاح تا حدودی با تاریخ جنگ‌ها متفاوت است به این شکل که تاریخ نظامی به افراد و تشکیلات جنگی می‌پردازد و تاریخ جنگ‌ها بر روی سیر تحول جنگ تحت تأثیر فناوری، دولت‌ها و جغرافیا تمرکز می‌کند.
تاریخ نظامی اهداف متعددی دارد. یکی از این اهداف بررسی دستاوردها و اشتباهات گذشتگان به منظور تأمین جنگ‌های آینده است. از دیگر اهداف مطالعهٔ این تاریخ می‌توان به ایجاد حس سنت نظامی به منظور خلق همبستگی نظامی اشاره کرد. حتی می‌توان یکی از اهداف مطالعهٔ این تاریخ را جلوگیری از وقوع جنگ‌های محتمل خواند. دانش بشر دربارهٔ نظام‌ها محدود به تاریخ مکتوب و شفاهی نبردهای نظامی، نیروهای زمینی، دریایی و هوایی درگیر در آن‌ها است.
به‌طور کلی دو نوع تاریخ نظامی وجود دارد، هر چند که تقریباً تمام متون، دارای هر دو نوع هستند: تاریخ توصیفی که صرفاً به شرح وقایع درگیری‌ها بدون اشاره به دلایل، اصل جریان، انتها و تأثیراتشان می‌پردازد؛ و تاریخ تحلیلی که می‌کوشد توضیحاتی در رابطه با دلایل، ماهیت، انتها و پس‌آیندهای درگیری‌ها بیان کند تا از دانش درگیری‌ها به‌طور کلی برداشت علمی‌کند و از تکرار اشتباهات در آینده جلوگیری به عمل آید. همچنین می‌کوشد تا در مفاهیم یا روش‌های به‌کارگیری نیروها بهبود ایجاد کند و توجیهاتی برای نیاز به فناوری‌های جدیدتر بیان کند.
شغل سربازی به عنوان جزئی از یک گروه نظامی، کهن‌تر از تاریخ مکتوب است. برخی از تصاویر باقی‌مانده از روزگار باستان کلاسیک، قدرت و فتوحات رهبران نظامی را به نمایش می‌گذارند. نبرد کادش در سال ۱۲۷۴ پیش از میلاد یکی از نقاط تعیین‌کننده در طول دوران حکومت فرعون رامسس دوم بود که بر روی مقبرهٔ وی جشن گرفته می‌شود. هزار سال بعد نخستین امپراتور چین متحد به نام کین شی هوانگ به قدری مصمم بود تا خدایان را با قدرت نظامی خود تحت تأثیر قرار دهد که به همراه ارتشی از سربازان سفالین دفن شد. رومی‌ها نیز به امور نظامی توجه زیادی داشتند تا حدی که عهدنامه‌ها و نوشته‌های زیادی را در کنار مقادیر انبوهی از کتیبه‌های گران‌قیمت حاکی از پیروزی برای آیندگان به جا گذاشتند.

## سازمان و تشکیلات
هر ملتی در تاریخ بشر، دلایل متفاوتی برای نیاز به نیروهای نظامی داشته‌است. چگونگی تعریف این نیازها، اساس تشکیلات، تجهیزات و شیوهٔ استفاده از امکانات را مشخص می‌کند. همچنین این تعریف مشخص‌کنندهٔ کارکرد یک نیروی نظامی در هنگام صلح و هنگام جنگ است. تمامی نیروهای نظامی، چه بزرگ و چه کوچک، سازمان‌های نظامی هستند که باید اعمال مشخصی را انجام دهند و نقش‌های خاصی را به عهده گیرند تا شایستگی انتخاب شدن را پیدا کنند. اگر در انجام این مأموریت‌ها شکست بخورند، به آن‌ها نام‌هایی چون نیروهای شبه‌نظامی، نیروی پدافند ملی، نیروی مقاومت ملی یا هر گونه نام دیگری که اشاره به وضعیت غیرنظامی دارد اطلاق می‌کنند. این‌ها برداشت‌های رایجی است که نظام کشور آن‌ها را تعریف می‌کند.

### فرماندهی

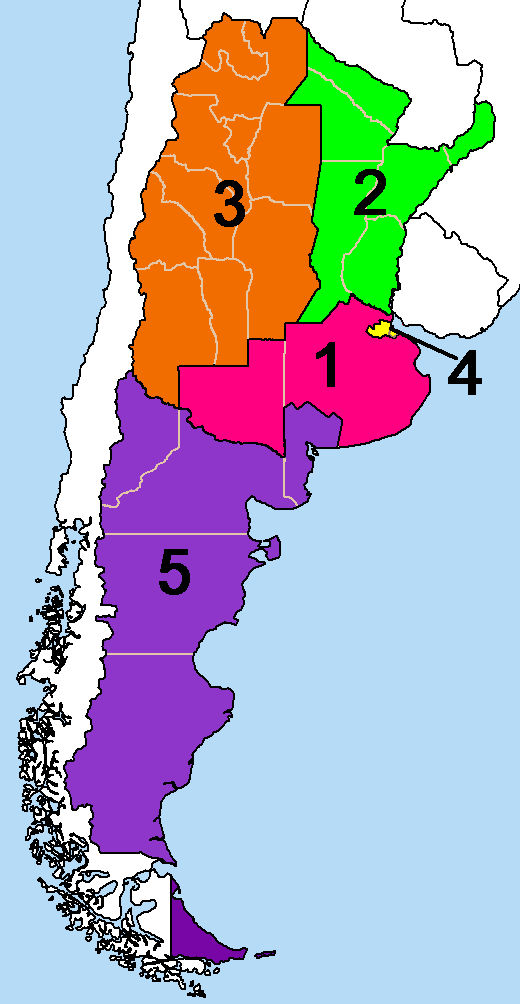
نمونه‌ای از فرماندهی نظامی؛ نقشه‌ای از مناطق نظامی آرژانتین (۱۹۷۵–۱۹۸۳)نخستین

نیاز یک نیروی نظامی آن است که آن را به شکلی برقرار سازند که توانایی اجرای سیاست پدافند ملی را داشته باشد. با اینکه سیاست ممکن است توسط سیاست‌مداران یا تحلیل‌گران سیاسی تعیین شود، در پیاده‌سازی آن همواره نیاز به دانش کارشناسان ویژه در زمینه کارکردها و شیوه‌های انجام مأموریت‌های نظامی بوده‌است. اولین مهارت، توانایی تشکیل یک نیروی هماهنگ است که بتواند در هنگامی که از آن خواسته شود بنابر سیاست مقرر عمل کند؛ بنابراین نخستین مأموریت نظامی تأمین فرماندهی نظامی است. یکی از وظایف فرمانده نظامی آن است که سیاست تعیین‌شده را به شکل مأموریت‌ها و وظایف نظامی تفسیر کند و آن‌ها را با استفاده از واژه‌هایی بیان کند که توسط افراد تحت امر وی قابل درک باشند. این طرز بیان را دربرداشت عامیانه، دستور می‌نامند. فرماندهی نظامی باعث می‌شود تا سازمان نظام با تفویض قدرت به ساختارهای سازمانی که ممکن است به بزرگی یک منطقه نظامی یا به کوچکی یک گروه باشد، مؤثر و کارآمد گردند. عنصر فرماندهی یک نیروی نظامی غالباً تأثیر شدیدی بر فرهنگ سازمانی آن نیرو دارد.

### کارکنان
یکی دیگر از نیازمندی‌ها، نفراتی هستند که برای فرماندهی نظامی انتخاب می‌شوند. این نفرات که غالباً به آن‌ها افسر اطلاق می‌شود به منظور فرماندهی کارکنان نظامی تحت امرشان انتخاب می‌شوند که شامل سربازان، ملوانان، تفنگداران دریایی یا خدمه هوایی می‌باشند که قادر به اجرای مأموریت‌ها و وظایف عملیاتی تخصصی هستند. جای تعجب نیست که نظام نیز مانند سازمان‌های تجاری که در آن‌ها مدیران عامل، مدیران و کارکنان مختلف مأمور انجام کارهای تجاری روزانه به عنوان جزئی از یک عملیات تجاری هستند یا باید مدیریت پروژه‌های تجاری را به عهده بگیرند، در سازمان‌های نظامی نیز روش‌های جاری و پروژه وجود دارد. در هنگام صلح که کارکنان نظامی غالباً در پادگان‌ها یا سازمان‌های نظامی ثابت دیگر مشغول به کار هستند، بیشتر به امور مدیریتی، آموزشی، تربیتی و پیشبرد فناوری می‌پردازند. از دیگر وظایف کارکنان نظامی، ایجاد اطمینان از جایگزینی به موقع کارکنان بازنشسته با کارکنان جدید و مراقبت از میزان آمادگی نیروهای احتیاط است.

### اطلاعات
مسئله بعدی که نیازی اساسی برای یک نیروی نظامی تلقی می‌شود، قدرت تشخیص تهدیدات محتملی است که ممکن است بالفعل شوند. به این منظور برخی از بخش‌های فرماندهی و دیگر بخش‌های نظامی و حتی برخی از کارکنان غیرنظامی به امر شناخت تهدیدات می‌پردازند. آن‌ها در آن واحد یک سازمان، یک سیستم و یک فرایند را تشکیل می‌دهند که به آن سازمان اطلاعات نظامی گویند. دشواری استفاده از مفاهیم و روش‌های اطلاعات نظامی در ذات پنهانی بودن اطلاعات مورد نظر نظام و در ذات زیرزمینی بودن تشکیلاتی نهفته‌است که عوامل اطلاعاتی در آن‌ها کار می‌کنند تا بتوانند اطلاعاتی که ممکن است منجر به گسترش درگیری، آغاز نبرد یا تهاجم شوند را به دست آورند. یکی از مهم‌ترین نقش‌های اطلاعات نظامی تحلیل نظامی است که به منظور ارزیابی توانمندی‌های نظامی مهاجمان بالقوه آینده و مدل‌سازی نبرد که به درک تفاوت‌های بین دو نیرو کمک می‌کند استفاده می‌شود. این تحلیل‌ها میزان صحت گفته‌هایی چون «چین و هند بزرگ‌ترین نیروهای مسلح جهان را دارند» یا «ایالات متحده نیرومندترین ارتش جهان را دارد» را از دیدگاه کمی و کیفی مورد بررسی قرار می‌دهند.

### بودجه

بالاترین بودجه نظامی ده کشور در سال ۲۰۰۷ به دلار، بنابر نظر انستیتو بین‌المللی پژوهش‌های صلح استکهلم.

ورود عناصر اطلاعات نظامی در اجرای سیاست پدافند ملی، امری مهم است زیرا سازمان متبوع ایشان تبدیل به اولین سازمان پاسخگو و منتقد نسبت به اهداف راهبردی سیاست مذکور در مقایسه با واقعیات تهدیدات مشخص می‌گردد. هنگامی که گزارش‌های اطلاعاتی با سیاست‌های مقرر مقایسه می‌شوند، فرماندهی می‌تواند در مورد اختصاص منابع مالی به افسران و افراد تحت امر ایشان تصمیم‌گیری کند و هزینه‌های نگهداری از امکانات نظامی را تأمین کرده و خدمات نظامی را برای آن‌ها برقرار سازد. فرایند تخصیص منابع مالی با تهیه بودجه نظامی سالانه که توسط یک سازمان مالی نظامی درون نظام تعیین می‌شود انجام می‌گردد. سازمان‌های پشتیبانی نظامی مسئولیت خرید و عقد قرارداد تهیه اقلام و خدمات نظامی را در زمان صلح از اماکن مشخص یا در زمان جنگ از مناطق محلی بر عهده دارند.

### توسعه توانمندی‌ها
توسعه توانمندی‌ها که گاهی آن را «قدرت نظامی» می‌خوانند، یکی از پیچیده‌ترین فعالیت‌های بشری است زیرا که شامل عوامل زیر می‌شود: مقتضیات راهبردی، عملیاتی و تاکتیکی به منظور مقابله با تهدیدات مشخص؛ دکترین‌های راهبردی، عملیاتی و تاکتیکی که توانمندی‌های به دست آمده طبق آن‌ها استفاده خواهند شد؛ شناخت راه‌کارها، روش‌ها و سامانه‌هایی که برای اجرای دکترین‌ها استفاده می‌شوند؛ ایجاد معیارهای طراحی برای تولیدکنندگانی که اسلحه کافی و با کیفیت برای استفاده در صحنه نبرد می‌سازند؛ خرید راه‌کارها، روش‌ها و سامانه‌ها؛ ایجاد یک نیروی ساختاری برای استفاده از راه‌کارها، روش‌ها و سامانه‌ها به شکل مؤثر و کارآمد؛ ادغام راه‌کار، روش‌ها و سامانه‌ها در ساختار نیرو از طریق آموزش، تربیت و تمرین نظامی که ترجیحاً تداعی‌گر محیط نبرد باشند؛ ساخت سامانه‌های لجستیک نظامی که اجازه عملکرد متوالی و پیوستهٔ سازمان‌های نظامی تحت شرایط جنگی و با در نظر گرفتن خدمات بهداری برای کارکنان و نگهداری تجهیزات را می‌دهد؛ ارائه خدماتی در جهت کمک به بازیابی سلامت کارکنان مجروح و تعمیر تجهیزات خراب؛ و سرانجام رفع بسیج نیروها پس از جنگ‌های آینده و انهدام جنگ‌افزارهای جنگی که در زمان صلح به آن‌ها نیاز نیست.
تهیه دکترین نظامی از مهم‌ترین فعالیت در زمینه توسعه توانمندی‌ها است زیرا این دکترین است که مشخص می‌کند که نیروهای نظامی در گذشته و حال چگونه در صحنه نبرد استفاده شده و بشوند و چه راه‌کارها و روش‌هایی توسط فرماندهی برای به‌کارگیری درست کارکنان ماهر، مسلح و مجهز در جهت رسیدن به اهداف محسوس و مقاصد جنگ‌ها، لشکرکشی‌ها، نبردها، درگیری‌ها، پیکارها یا حتی یک دوئل استفاده شوند. خط تمایز بین راهبرد و تاکتیک به راحتی قابل رسم نیست. با این وجود، تصمیم بر این که دربارهٔ کدام یک باید بحث کرد بیشتر به قضاوت شخصی تحلیل‌گران و تاریخ‌نگاران نظامی برمی‌گردد. استفاده از نیروها در سطح سازمان بین راهبرد و تاکتیک را تحرک عملیاتی گویند.

### علوم نظامی
از آن جا که بسیاری از مفاهیم و روش‌های مورد استفاده در نیروهای نظامی و بسیاری از سامانه‌های مربوط به آن‌ها در ساختارهای تجاری، مشابهی ندارند، بخش زیادی از این موارد در سازمان‌های علمی نظامی مورد پژوهش، طراحی و توسعه قرار می‌گیرند و سپس به زرادخانه‌های نظامی پیشنهاد می‌شوند. دانشمندان نظامی با تمام سلاح‌ها و خدمات نیروهای مسلح سر و کار دارند و ایشان را می‌توان در تمامی سطوح سلسله مراتب فرماندهی یافت. هر چند که پژوهش‌های زیادی توسط دانشمندان بر روی روان‌شناسی نظامی و شیوه‌های کاهش فشار روانی و افزایش روحیه یگانی انجام می‌شود اما با این حال بسیاری از فعالیت‌های علمی-نظامی در جهت فناوری‌های اطلاعاتی، ارتباطی و توسعه توانمندی‌های نظامی انجام می‌شود. توسعهٔ این توانمندی‌ها از راه پژوهش، طراحی، توسعه و مدل‌سازی سلاح‌ها، تجهیزات پشتیبانی و فناوری نظامی که به‌طور کل شامل تمامی علوم مربوط، از شبکه‌های ارتباطی جهانی و ناوهای هواپیمابر گرفته تا رنگ دیوار و نوع غذای سربازان می‌باشد.

### لجستیک و پشتیبانی

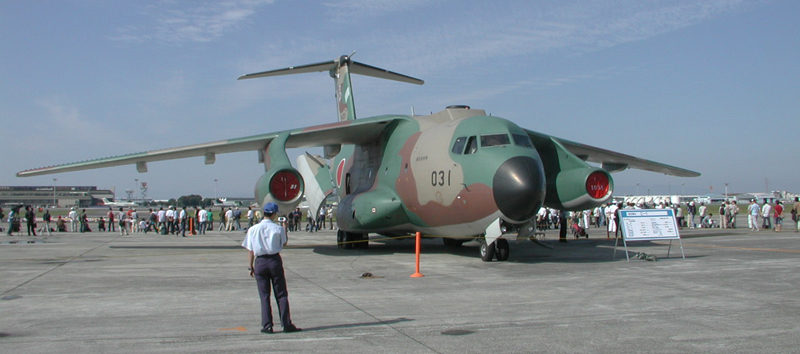
کاوازاکی سی-۱ یک هواپیمای ترابری تاکتیکی نظامی متعلق به نیروی دفاع از خود ژاپن است.

اگر نظام نتواند از توانمندی‌های نظامی خود به شکل احسن در عملیات‌های نظامی بهره‌برداری کند، این توانمندی‌ها به هدر خواهند رفت. برای رسیدن به این هدف، پشتیبانی نظامی به منظور مدیریت و طراحی چرخه آماد پشتیبانی نیروها به کار گرفته می‌شود. این چرخه شامل مواد مصرفی و تجهیزات حیاتی یگان‌ها می‌باشد. یکی از مهم‌ترین وظایف پشتیبانی، ترابری نظامی است که برای جابه‌جایی از تمامی گونه‌های حمل و نقل از کامیون‌های نظامی گرفته تا کشتی‌های باربری استفاده می‌کند. از دیگر وظایف این رکن مهم نظامی ساخت انبارهایی در پشت منطقه درگیری و حتی جلوتر فرستادن این نقاط به مناطق مسئولیت تاکتیکی یگان‌ها است. همچنین این نقاط پشتیبانی برای ارائه خدمات مهندسی نظامی همچون تعمیر وسایل نقلیه و سلاح‌های معیوب، نگهداری از سلاح‌هایی که در میدان نبرد هستند، تعمیر و تغییر میدانی سلاح‌ها و تجهیزات و اتخاذ تصمیماتی در جهت افزایش طول عمر سلاح‌ها در هنگام صلح به کار می‌روند. یکی از مهم‌ترین وظایف پشتیبانی تهیه مهمات جنگی، انبار و انهدام آن‌ها است.

### عملیات‌های نظامی
در حالی که هدف از توسعه توانمندی‌ها، فعال‌سازی نظام در جهت اجرای کارکردها و نقش‌های نظامی در راستای سیاست‌های دفاعی است، عملیات‌های نظامی وظیفهٔ تعیین چگونگی درگیر شدن کارکنان و تجهیزاتشان با دشمن، پیروزی در جنگ‌ها، به پایان رساندن موفق لشکرکشی‌ها و بالاخره شرکت در جنگ‌ها را به عهده دارند. از جمله وظایف عملیات‌های نظامی عبارتند از: تفسیر سیاست مقرر به صورت نقشه‌های نظامی؛ تخصیص توانمندی‌ها به اهداف و مقاصد راهبردی، عملیاتی و تاکتیکی؛ تغییر در وضعیت نیروهای مسلح؛ تعامل نیروهای درگیر در صحنه نبرد، پشتیبانی سلاح‌های رزمی و پشتیبانی خدمات رزمی در طول عملیات‌های نظامی؛ تعریف مأموریت‌ها و وظایف نظامی طی جنگ؛ مدیریت زندانیان نظامی و امور مدنی نظامی و اشغال نظامی سرزمین‌های اشغالی؛ تصرف غنائم جنگی و مراقبت از نظم مدنی در سرزمین‌های تحت تصرف. در طول فرایند عملیات جنگی و هنگام فروکش کردن جنگ، سازمان‌های اطلاعاتی نظامی با گزارش‌های خود وضعیت تکمیل اهداف نقشه‌ها و رابطهٔ دو جانبه با میزان رضایت مطلوب، مورد انتظار و به دست آمده از اجرای سیاست‌ها را ارائه می‌کنند.

### ارزیابی عملکرد نظامی
آخرین نیاز یک نیروی نظامی ارزیابی عملکردها و یادگیری از آن‌ها است. این دو امر توسط تاریخ‌نگاران نظامی و نظریه‌پردازان نظامی انجام می‌گیرد. ایشان با تشخیص شکست‌ها و پیروزی‌های یک نیروی مسلح و ادغام تصحیحات در اصلاحات نظامی (در صورت بازنگری سیاست پدافند ملی) می‌کوشند نیرویی پیشرفته‌تر بسازند که توانایی اجرای تمام دستورها را داشته باشد.

## نیروی نظامی در صحنه نبرد
اصلی‌ترین دلیل وجود نیروی نظامی، شرکت در نبرد (در صورت اقتضای سیاست دفاعی) و پیروزی در آن است. این دلیل هدف سازمانی هر نیروی نظامی را تشکیل می‌دهد. بیشینهٔ گروه‌های نظامی، چگونگی دستیابی به پیروزی و عناصر شکل دهندهٔ آن را در سه مرحله مورد بررسی قرار می‌دهند:

### پیروزی راهبردی
راهبرد نظامی، مدیریت فرمانده کل قوا بر نیروی‌های مسلح درگیر جنگ و لشکرکشی‌های نظامی همراه با به‌کارگیری نیروهای نظامی ملی و متحد یا عناصر سازندهٔ نیروی زمینی، دریایی و هوایی مانند گروه ارتش‌ها، ناوگان‌ها یا چندین هواپیما است. راهبرد نظامی، بروز سیاست متخاصم در دراز مدت به همراه دورنمای وسیع نتایج جانبی است که شامل مسائل خارج از توجه فرماندهی نظامی می‌شود. راهبرد نظامی بیشتر به طراحی پشتیبانی جنگی می‌پردازد تا مدیریت نیروهای درگیر و جنگی که بین آن‌ها برقرار است. وسعت طراحی و اجرای راهبرد نظامی می‌تواند محدود به چند هفته باشد اما غالباً این مدت تا ماه‌ها یا حتی سال‌ها گسترده می‌شود.

### پیروزی عملیاتی
در دکترین نظامی و جنگی، تحرک عملیاتی را سطحی از فرماندهی می‌دانند که جزئیات لحظه‌ای تاکتیک‌ها را با اهداف مهم و گسترده راهبرد هماهنگ می‌کند. اصطلاح مترادف تحرک عملیاتی، هنر عملیاتی خوانده می‌شود. سطح عملیاتی فراتر از نگاهی است که در آن داشتن دید مستقیم و زمان دقیق روز مهم است و همچنین فروتر از سطح راهبردی است که در آن تولید راهبرد و سیاست اهمیت زیادی دارند. آن دسته از آرایشات نظامی که خودشان بتوانند عملیات‌ها را هدایت کنند و به اندازه‌ای بزرگ باشند که مستقیماً اداره شوند یا تأثیر زیادی بر سطح راهبردی بگذارند را می‌توان در سطح عملیاتی طبقه‌بندی کرد. ارتش آلمان پیش از جنگ جهانی دوم و در طول آن پیشگام استفاده از این مفهوم بود. طرح‌ریزی و طول فعالیت‌ها در این سطح، از یک هفته تا یک ماه زمان می‌برد و مسئول اجرای آن‌ها نیروهای زمینی و سپاه یا معادل آن‌ها در نیروهای دریایی و هوایی خواهند بود.

### پیروزی تاکتیکی

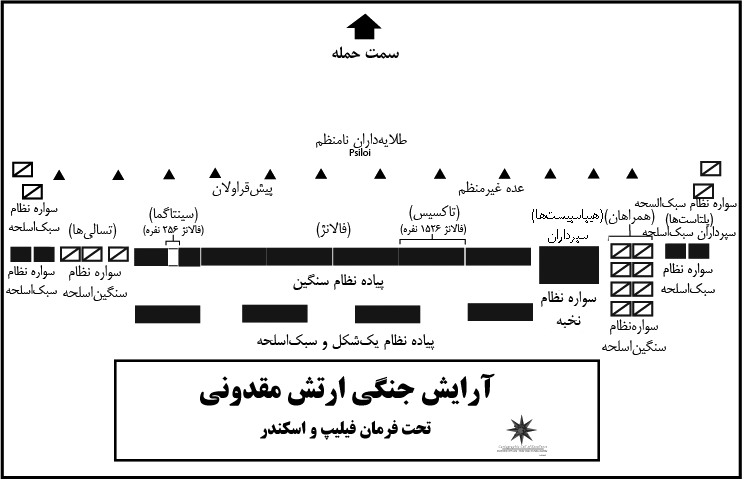
آرایش و تاکتیک‌های جنگی مقدونی— از اداره تاریخ آکادمی نظامی ایالات متحده [https://web.archive.org/web/20120825085130/http://www.dean.usma.edu/history/

در تاکتیک‌های نظامی روش‌های درگیری با دشمن و شکست او در یک نبرد مستقیم بررسی می‌شود. تاکتیک‌های نظامی معمولاً چند ساعت یا چند روز طول می‌کشند و اهداف و وظایفشان معین و مشخص است. مسئولیت اجرای این وظایف بر عهدهٔ جوخه‌ها، دسته‌ها، گروهان‌ها، گردان‌ها، هنگ‌ها، تیپ‌ها و لشکرها و معادل آن‌ها در نیروهای دریایی و هوایی است.
یکی از کهن‌ترین آثار نظامی منتشره کتاب هنر رزم است که توسط فیلسوف چینی، سان تزو نوشته شده. این کتاب که در سده ۶ پیش از میلاد نگارش یافته، دارای ۱۳ فصل است و شامل دستورالعمل‌های نظامی می‌باشد. با اینکه در کتاب هنر جنگ دربارهٔ نظریه‌های نظامی چیزی گفته نمی‌شود اما این کتاب تأثیر زیادی بر دکترین نظامی آسیا و بعدها در سده ۱۹ میلادی بر طرح‌ریزی‌های نظامی اروپا و ایالات متحده گذاشت. حتی بعدها از این کتاب برای تنظیم تاکتیک‌های بازرگانی استفاده شد و می‌توان به جرأت گفت که از آموزه‌های آن می‌توان در حوزه‌های علوم اجتماعی و سیاسی استفاده کرد.
یونانی‌ها در دوران کلاسیک خود و رومی‌ها کتاب‌های فراوانی در رابطه با لشکرکشی‌های نظامی نوشتند. از مشهورترین آثار رومی می‌توان به گزارش جنگ‌های گالی جولیوس سزار و جنگ داخلی روم که در سال ۵۰ پیش از میلاد نوشته شده اشاره کرد. دو اثر عمده دربارهٔ تاکتیک مربوط به اواخر دوران روم می‌شود که عبارتند از تئوری تاکتیک (Taktike Theoria) نوشته آلیانوس تاکتیکوس و «مسائل نظامی» (De Re Militari) نوشته وجتیوس. کتاب تئوری تاکتیک، تاکتیک‌های نظامی یونان را بررسی می‌کرد و تأثیری اساسی بر دنیای بیزانتی و عصر طلایی اسلام گذاشت. کتاب «مسائل نظامی» تا اواخر سده ۱۷ میلادی شکل‌دهندهٔ اساس تاکتیک‌های نظامی اروپا بود. شاید یکی از بادوام‌ترین نقل‌قول‌هایی که از این کتاب آورده می‌شود این جمله باشد: Igitur qui desiderat pacem, praeparet bellum (آن کس که صلح می‌خواهد باید آماده جنگ هم باشد).
از آن جا که طبیعت جنگ‌ها در طول زمان تغییر می‌کرد و به خصوص با ابداع توپخانه در قرون وسطای اروپا و اختراع اسلحه گرم ویژهٔ پیاده‌نظام در دوران رنسانس، تلاش‌هایی در جهت تعریف و تشخیص راهبردها و تاکتیک‌های بزرگ و عادی فراتر از دعای پیش از جنگی که رومی‌ها انجام می‌دادند انجام گرفت تا پیروزی‌های بزرگتری نسبت به دوران آن‌ها به دست آید. بعدها این تلاش‌ها، نام علوم نظامی را به خود گرفت و سپس تحت تأثیر تفکرات انقلاب صنعتی رویکرد روش علمی برای اداره عملیات‌های نظامی اتخاذ شد. سرلشکر اهل پروس به نام کارل فون کلاوزویتس که کارشناسی پیشرو در زمینه راهبردهای نظامی مدرن بود در کتاب کلاسیک خود به نام «دربارهٔ جنگ»، راهبرد نظامی را «به‌کارگیری نبردها برای به پایان بردن جنگ‌ها به نفع خود» تعریف می‌کند. وی می‌نویسد:
راهبرد، طرح جنگ را شکل می‌دهد و به این صورت است که مجموعه‌ای از فعالیت‌ها را برای رسیدن به تصمیم نهایی به هم ارتباط می‌دهد. این گفته به این معنی است که راهبرد، طرح یا نقشهٔ لشکرکشی را می‌سازد و نبردها را برای جنگیدن تنظیم می‌کند.
همچنین کلاوزویتس اهداف سیاسی را فراتر از اهداف نظامی قرار داده و می‌گوید که نیروی نظامی باید توسط مردم کنترل شود. راهبرد نظامی یکی از اجزای اتحاد سه‌گانه «هنرها» یا «علوم» بود که اداره جنگ را بر عهده داشت. بقیه عبارت بودند از: تاکتیک‌های نظامی، اجرای طرح‌ها و مانور نیروها در نبرد و پشتیبانی ارتش.
منظور از تاکتیک‌های نظامی در طول زمان تغییراتی کرده‌است. این تغییرات از صف‌آرایی و مانور ارتش‌های زمینی در سطح میدان‌های رزم دوران باستان و ناوگان‌های دریایی تا کاربرد مدرن کمین‌ها و محاصره‌ها، حملات بمبارانی، یورش‌های رو در رو، حملات هوایی، تاکتیک‌های جنگ و گریز که بیشتر توسط نیروهای چریکی استفاده می‌شوند و در برخی موارد حملات انتحاری در دریا و خشکی را شامل می‌شود. سیر تکامل جنگ هوایی نیز باعث شد تا تاکتیک‌های جنگ هوایی به وجود آیند. غالباً فریب نظامی در قالب استتار یا گمراه‌سازی با استفاده از تله به عنوان یک تاکتیک برای گیج کردن دشمن به کار می‌رود. یکی از پیشرفت‌های مهم در تاکتیک‌های پیاده‌نظام با استفاده روزافزون از جنگ سنگری در سده ۱۹ و ۲۰ میلادی انجام شد. این پیشرفت‌ها بیشتر در جنگ جهانی اول در لشکرکشی گالیپولی و جبهه غربی به کار گرفته شد. جنگ سنگری غالباً گره می‌خورد و تنها با بر جای گذاشتن تلفات زیاد شکسته می‌شد زیرا برای یورش به سنگربندی‌ها، سربازان باید تحت آتش سنگین در طول زمین حد فاصل بین دو دشمن می‌دویدند تا به دشمنی که در سنگرها پناه گرفته بود برسند.

## فناوری نظامی

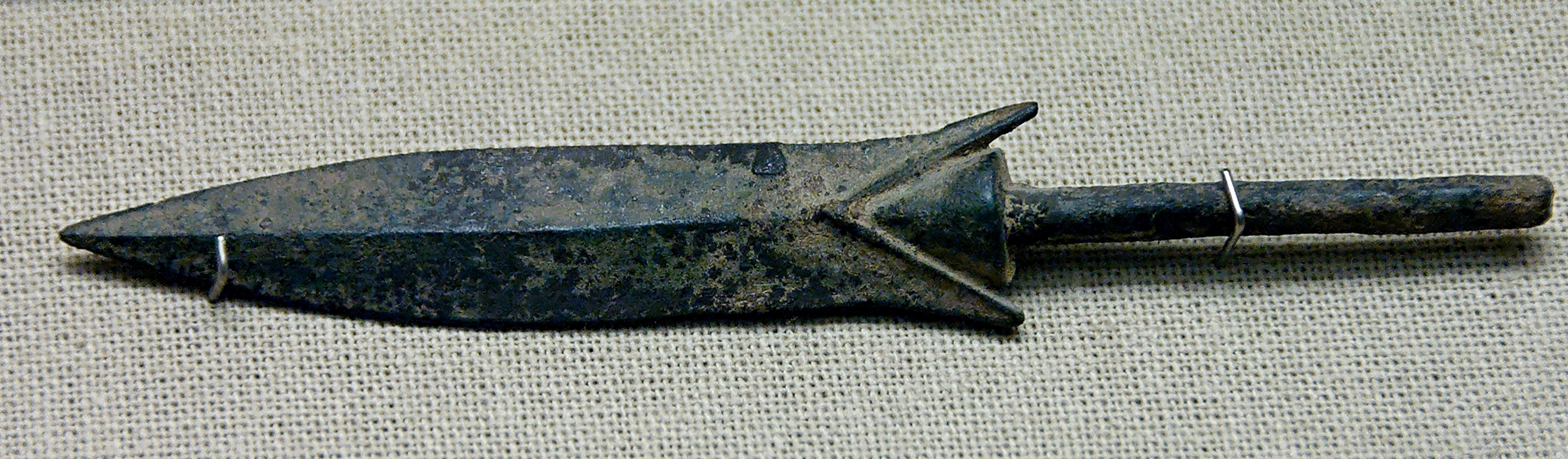
پیکان مفرغی. سدهٔ ۴ پیش از میلاد در خالکیدیکه

نیروهای نظامی از دوران باستان تا به امروز مانند هر حرفهٔ دیگری توسط ابزارهای کارشان که شامل جنگ‌افزار و تجهیزات نظامی می‌باشد شناخته می‌شدند. به جرأت می‌توان گفت هنگامی که انسان‌های عصر حجر برای اولین بار از سنگ چخماق برای تیز کردن نیزه‌هایشان استفاده کردند، نخستین نمونهٔ به‌کارگیری فناوری برای توسعهٔ سلاح انجام شد.
از آن پس، پیشرفت‌های جوامع انسانی و توسعهٔ سلاح‌ها به شدت به هم گره خوردند. سلاح‌های عصر حجر جای خود را به سلاح‌های عصر مفرغ دادند و بعدها این سلاح‌ها نیز جای خود را به سلاح‌های عصر آهن دادند. با معرفی هر فناوری جدید، پیشرفت جدیدی در توانمندی‌های نظامی به وجود می‌آمد و این پیشرفت‌ها از ساخت ابزارهای تیزتر برای پاره کردن زره‌های چرمی تا توسعه جرم مواد در کارخانجات اسلحه‌سازی را شامل می‌شدند.
اولین پیشرفت مهم فناوری در پیاده‌نظام، توسعهٔ سلاح‌های دورپرتاب به خصوص فلاخن بود. پیشرفت بعدی مربوط به اهلی‌سازی اسب و مهارت در اسب‌سواری می‌شد.
گفته می‌شود که پس از کشف آتش، بزرگ‌ترین ابداعی که توانست نه تنها بر سلاح‌های نظامی بلکه بر کل جوامع تأثیر غیرقابل انکاری بگذارد، ساخت چرخ و استفاده از آن در ساخت ارابه بود. پس از آن پیشرفت قابل ذکری در فناوری نظامی به وجود نیامد تا اینکه یونانی‌ها و رومی‌ها از روی حرکت مکانیکی فلاخن‌انداز، توانستند قلعه‌کوب بسازند. همچنین کمان‌ها بزرگتر و قدرت‌مندتر شدند تا بتوان تیر را دورتر پرتاب کرده و راحت‌تر به زره‌ها نفوذ کنند. این قابلیت در عصر سلحشوری که شوالیه‌ها با زره‌های پیچیده و سوار بر اسب‌های جنگی میدان نبرد را عرصه تاخت و تاز خود قرار می‌دادند بسیار کارآمد بود.
کمی پیشتر در چین، باروت اختراع شده بود و به صورت روزافزون در جنگ‌ها مورد استفاده قرار می‌گرفت. کاربرد باروت در خمپاره‌های کوزه‌ای در اروپا و و نمونه‌های پیشرفتهٔ کمان دستی و کمان زنبورکی که نوک تیرهایشان ضدزره شده بود، سلطهٔ شوالیه‌ها را پایان داد. پس از کمان دستی که استفاده از آن به مهارت و قدرت زیاد نیاز داشت، مهم‌ترین پیشرفت فناوری ساخت تفنگ فتیله‌ای (شمخال یا تفنگ سرپر) بود که با کمی تمرین می‌شد کار با آن را آموخت. کمی بعد جانشینان شمخال‌ها و توپ‌ها به صورت توپ و تفنگ‌های مدرن ظاهر شدند تا تبدیل به اصلی‌ترین فناوری میدان رزم گردند.
در عین حال که سرعت پیشرفت‌های فناوری بیشتر می‌شد، جنگ نیز صنعتی‌تر می‌گردید. ساخت مسلسل و تفنگ خودکار، قدرت آتش در صحنه نبرد را دگرگون کرد. یکی از دلایل تلفات زیاد در جنگ داخلی آمریکا همین سلاح‌ها بودند. شکافت بعدی، تبدیل توپخانه‌ها از سرپر به ته‌پر و به‌طور خلاصه به توپ متحرک و بدون عقب‌نشینی صحرایی ۷۵ میلی‌متری فرانسوی به نام Soixante Quinze (سکسانت کنز = هفتاد و پنج) در اواخر سده ۱۸۰۰ بود.
پیشرفت توپ‌های ته‌پر بیشترین تأثیر را بر جنگ‌های دریایی گذاشت. برای اولین بار پس از قرون وسطی شیوهٔ پر کردن سلاح‌های کشتی‌های جنگی تغییر یافت. تاکتیک‌های رزم دریایی نیز با اختراع سامانه‌های احتراق داخلی به کلی دگرگون شدند. پیشرفت بعدی در فناوری نظامی دریایی، طراحی زیردریایی و سلاح آن یعنی اژدر بود.
ضرورت شکست استحکامات در طول جنگ جهانی اول باعث شد تا پیشرفت سریعی در فناوری‌های جدید رخ دهد. این پیشرفت‌ها منجر به ساخت تانک و استفاده از هوانوردی نظامی شدند. هواپیماهای نظامی به ویژه بمب‌افکن‌ها در طول جنگ جهانی دوم به‌طور وسیعی مورد استفاده قرار گرفتند. این جنگ باعث شد که شتابزده‌ترین دوران توسعهٔ سلاح‌های جنگی در طول تاریخ رقم بخورد. بسیاری از طرح‌ها و راه‌کارها در این جنگ مورد استفاده قرار گرفتند و تمام فناوری‌های موجود بین سال‌های ۱۹۳۹ و ۱۹۴۵ (۱۳۱۸ تا ۱۳۲۴) توسعه یافتند.
در طول جنگ پیشرفت‌های چشم‌گیری در امر ارتباطات نظامی از طریق رادیو، در امر اطلاعات نظامی از طریق رادار و در عرصه پزشکی نظامی از طریق پنی‌سیلین انجام شد. موشک، جت و بالگرد برای اولین بار در آسمان دیده شدند. شاید یکی از بدنام‌ترین پیشرفت‌ها در عرصهٔ فناوری نظامی در آن دوران، ساخت بمب اتم بود. با این حال تأثیر پرتوهای اتمی نیز تا دهه ۱۹۵۰ همچنان ناشناخته مانده بود. کاربرد گسترده خودروهای نظامی نیز باعث شد که سواره نظام از ساختار نیروهای نظامی حذف شود.

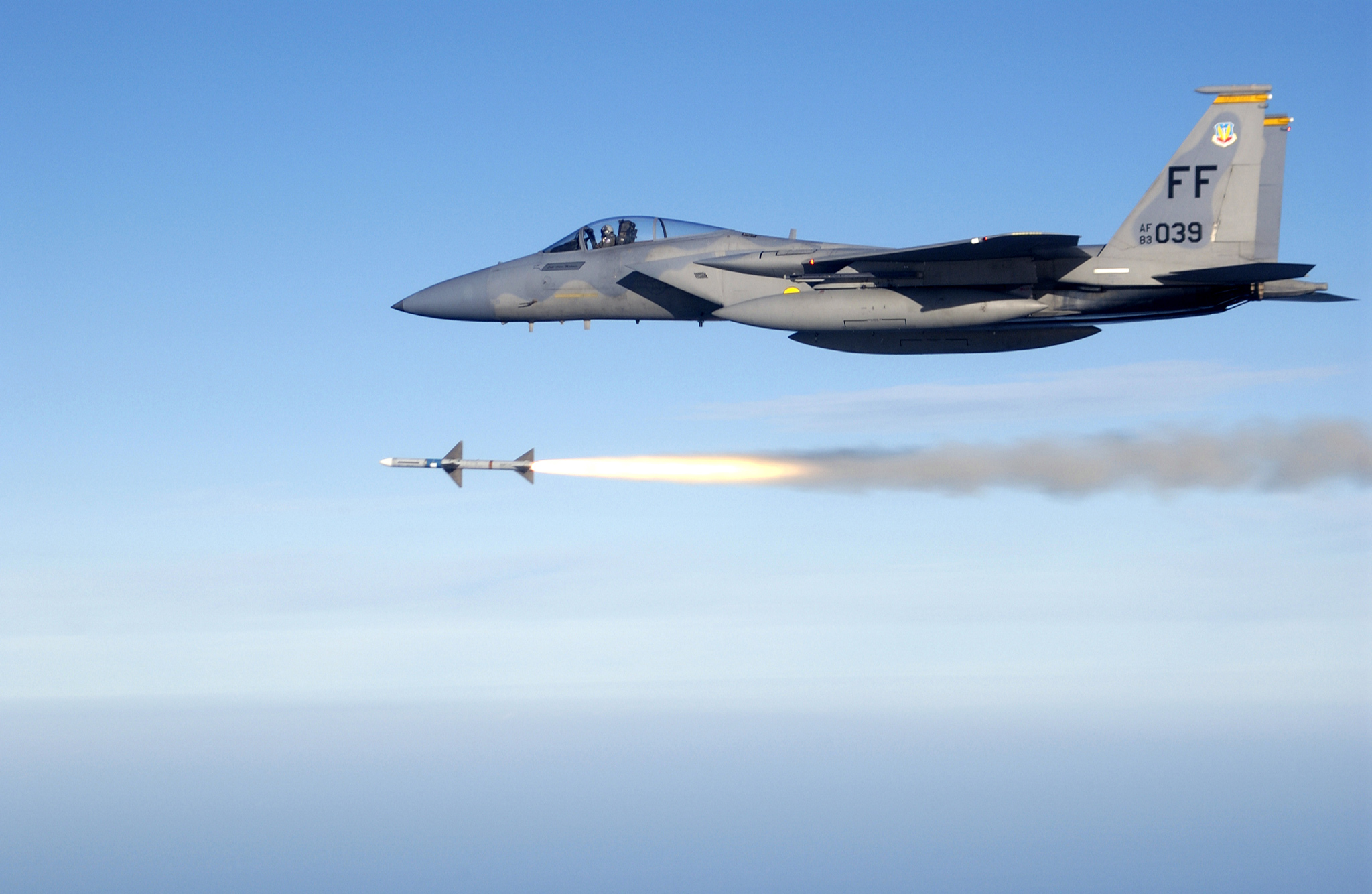
موشک هوا به هوای سطح متوسط ایم-۷ اسپارو که از یک اف-۱۵ ایگل شلیک شده‌است.

پس از جنگ جهانی دوم و با آغاز جنگ سرد، پیشرفت مداوم فناوری اسلحه‌سازی به صورت سازمانی درآمد زیرا تولیدکنندگان سلاح در یک مسابقه اسلحه‌سازی وارد شده بودند. این پیشرفت مداوم در ساخت اسلحه تا به حال ادامه دارد و هر ساله بخش زیادی از بودجه‌های سالانهٔ کشورها را به خود اختصاص می‌دهد. برخی افراد این امر را متوجه مجمتع‌های نظامی صنعتی می‌دانند.
مهم‌ترین پیشرفت فنی که بر جنگ‌ها تأثیر زیادی گذاشت، ساخت موشک‌های هدایت‌شونده بود که توسط تمام نیروها مورد استفاده قرار می‌گرفت. اخیراً کاربرد فناوری اطلاعات به ویژه در امر پایش، به وسیله ابزارهایی چون سامانه شناسایی فضایی نقش رو به افزایشی در عملیات‌های نظامی بازی می‌کند.
نقش جنگ اطلاعاتی که هدف آن حمله به سامانه‌های ارتباطی فرماندهی و پایگاه‌های دادهٔ نظامی است هر روز پر رنگ‌تر می‌شود زیرا پیشرفت‌های زیادی در عرصه سامانه‌های روبوتیک چه در ابزارآلات سخت‌افزاری و چه در برنامه‌های نرم‌افزاری به وجود آمده‌است.
امروزه موشک بالستیک قاره‌پیما، میرو(MRIV) و بمب تزار ویرانگرترین سلاح‌های جهان به‌شمار می‌آیند.

## نظام و جامعه
رابطه‌ای که بین نیروی نظامی و جامعه‌ای که به آن خدمت می‌کند وجود دارد، رابطه‌ای پیچیده و ناگسستنی است. این رابطه بیشتر به طبیعت جامعه برمی‌گردد که آیا نیروی نظامی را (برای مثال در زمان تهدید یا جنگ) امری مهم قلمداد کند یا آن را هزینه‌ای گزاف بر دوش بودجهٔ کشور (در زمان صلح) بداند. به این ارتباطات از جنبهٔ روابط سیاسی-نظامی، مجتمع‌های صنعتی-نظامی که در بالا یاد شدند و روابط اجتماعی-نظامی می‌نگرند. ارتباط جامعه با نظام را می‌توان از دید حامیان نظامی‌گری، مخالفان ضد نظامی‌گری، افرادی که به اجبار یا اختیار به نیروهای نظامی پیوسته‌اند، مردمی که به صحنه نبرد برده شده‌اند و نظر خود نیروهای نظامی جویا شد.

### ایدئولوژی و اخلاقیات
ایدئولوژی نظامی‌گری، گرایش جمعی جامعه به سمتی است که خواهان بهترین نوع خدمت باشد یا ذی‌نفع دولت گردد یا توسط عقایدی که در فرهنگ، دکترین، رهبران یا سامانهٔ نظامی وجود دارد هدایت شود.
نظامی‌گرایان ادعا می‌کنند افراد غیرنظامی به دلیل حافظه فرهنگی، تاریخ ملی یا احتمال تهدید نظامی محتاج به نظامیان هستند و در نتیجه برای حفظ استقلال خود باید تابع نیازها و اهداف نیروی نظامی خود باشند. گاهی نظامی‌گری را با مفاهیمی چون قدرت ملی فراگیر، قدرت سخت و قدرت نرم مقایسه می‌کنند.
بسیاری از ملت‌ها قوانین نظامی که مختص به تنظیم نیروهای نظامی در زمان صلح و جنگ است را از قوانین مدنی جدا کرده‌اند. یکی از مروج‌های این ایده هیوگو گروتیوس بود که کتاب حقوق جنگ و صلح را در سال ۱۶۲۵ (۱۰۰۴) نوشت. این کتاب تأثیر ژرفی بر رویکرد انسان‌گرایانه نسبت به توسعه جنگ گذاشت. کار وی توسط گوستاووس آدولفوس اشاعه یافت.
اصول اخلاقی جنگ از سال ۱۹۴۵ (۱۳۲۴) به این سو رشد یافته تا محدودیت‌هایی در رابطه با نحوهٔ رفتار با زندانیان و غیرنظامیان به خصوص با قرارداد ژنو برقرار شود. این قرارداد به ندرت به منظور محدودسازی استفاده از نظامیان به عنوان نیروهای امنیت داخلی در زمان بحران‌های سیاسی که موجب مخالفت‌های مردمی و تحریک برخیزش‌های عمومی می‌شود استفاده شده‌است.
قراردادهای بین‌المللی کاربرد سلاح‌ها به ویژه سلاح‌های کشتار جمعی را با ایجاد ممنوعیت‌های بین‌المللی محدود کرده‌اند. این قراردادها مشخص کرده‌اند که جنایت جنگی چیست و شرایط محاکمهٔ جنایتکاران جنگی را فراهم کرده‌اند. برخی از کشورها نیز قوانین دقیقی در مورد دادرسی نظامی دارند. یکی از نمونه‌ها عبارت است از قانون ثابت دادرسی نظامی ایالات متحده که اجازه تشکیل داده‌گاه نظامی برای کارکنان متخلف در رابطه با جنایات جنگی را داده‌است.
برخی افراد، عملیات‌های نظامی را که با اهداف انسان‌دوستانه همچون امدادرسانی در زمان سوانح یا دفاع از پناهندگان انجام می‌شود را برای تبرئه نیروهای نظامی استفاده می‌کنند. اصطلاح انسان‌دوستی نظامی به منظور اشاره به چنین اعمالی استفاده می‌شود.

### مخالفت با نظامی‌گری
مخالفت با نظامی‌گری (آنتی‌میلیتاریسم) گرایش جمعی جامعه در جهت مخالفت با جنگ بین دولت‌ها و به خصوص با ایده‌های مبتنی بر نظامی‌گری است. مخالفان نظامی‌گری با اشاره به کشف هگل در مورد رابطهٔ بین تاریخ و خشونت ادعا می‌کنند که انواع مختلفی از خشونت وجود دارد که برخی از آن‌ها مشروع هستند و برخی نامشروع. جرج سورل که یک آنارکو سندیکالیست بود، استفاده از خشونت را به صورت اقدام مستقیم که او آن را خشونت انقلابی می‌خواند مشروع می‌دانست. او در کتاب تأملاتی بر خشونت (۱۹۰۸) (۱۲۸۷) (Reflections on Violence) با خشونتی که موروث کشمکش طبقاتی بود مخالفت کرد. با این وصف سورل دنبال‌کننده اتحادیه بین‌المللی کارگران در جهت تئوریزه کردن پروپاگاندای اعمال می‌شود.
جنگ را به عنوان نوعی از خشونت می‌توان به دو دستهٔ جنگ بین دولت‌ها و جنگ داخلی تقسیم کرد. بنابر نظر نظریه‌پردازان مخالف نظامی‌گری کشمکش طبقاتی در هر دو نوع جنگ، اصلی اساسی تلقی می‌شود. از این جهت تأثیر مارکس بر دکترین آنتی‌میلیتاریسم شگفت‌آور نیست، با این حال مسئول دانستن مارکس در مورد سنت ضدنظامی‌گری گزافه‌گویی بزرگی است. باور به وجود جوهرهٔ ضدنظامی‌گری همیشگی در زمان کنونی و همهٔ زمان‌ها افسانه‌ای بیش نیست زیرا نیروهای نظامی مدرن امروزی سازمان‌هایی هستند که میراث‌دار تحولات ملت-دولت‌ها در سده‌های ۱۸ و ۱۹ میلادی هستند. ابداع خدمت وظیفه عمومی از سوی ناپلئون پیشرفتی اساسی در سازماندهی ارتش‌های ملی بود. کمی بعد، نظامی‌گری پروسی توسط نظریه‌پردازان اجتماعی سده ۱۹ به دنیا عرضه شد.

## کلیشه‌های نظامی

### نظام در رسانه
سربازان و ارتش‌ها از آغاز تاریخ مکتوب در قلب فرهنگ عمومی جای داشته‌اند. به غیر از تصاویر بی‌شماری که از ژست‌های قهرمانانه رهبران نظامی از روزگار کهن باقی مانده‌است، سربازان منبع الهام دیرپای ادبیات جنگ بوده‌اند. نظامیان در عین حال که مورد احترام شدید مردم قرار داشتند اما غالباً مورد هجو و تمسخر نیز قرار گرفته‌اند. آریستفان نویسنده کلاسیک یونان باستان، یک اثر کمدی به نام لیزیستراتا را اختصاص به اعتصابی داده‌است که توسط زنان نظامیان برپا شده و طی آن ایشان اعلام می‌کنند که در صورتی که شوهرانشان دست از جنگ برندارند، همبستری را از ایشان دریغ خواهند کرد.
داستان‌های شوالیه‌ها که افسران عصر سلحشوری در اروپای قرون وسطی به‌شمار می‌رفتند، توجه عموم را به خود جلب کرد. نویسندگان و شعرایی چون تالیسین، شرتی دو تروی و توماس مالروی آثار جسورانه‌ای نوشتند که شخصیت‌هایی چون آرتور، گوینوِر، لنسِلوت و گالاهاد را معرفی می‌کرد. حتی در سده ۲۱ میلادی نیز، کتاب‌ها و فیلم‌هایی دربارهٔ افسانه آرتور و جام مقدس ساخته می‌شوند.
یک سده بعد و کمی پس از آن نویسندگانی چون ژان فروسارت، میگوئل سروانتس و ویلیام شکسپیر، شوالیه‌ای خیالی چون تیرانت لو بلانش و شخصیتی واقعی چون کوندوتیری جان هکوود را در مقابل شخصیت‌های خارق‌العاده‌ای چون دون کیشوت و میگسارانی چون سر جان فالستاف قرار دادند. شکسپیر تنها در یک نمایشنامه به نام هنری پنجم دامنه وسیعی از انواع شخصیت‌های نظامی، از امرای بی‌خیال و خوش‌بین گرفته تا ناخداها و سربازان عادی را وصف کرده‌است.

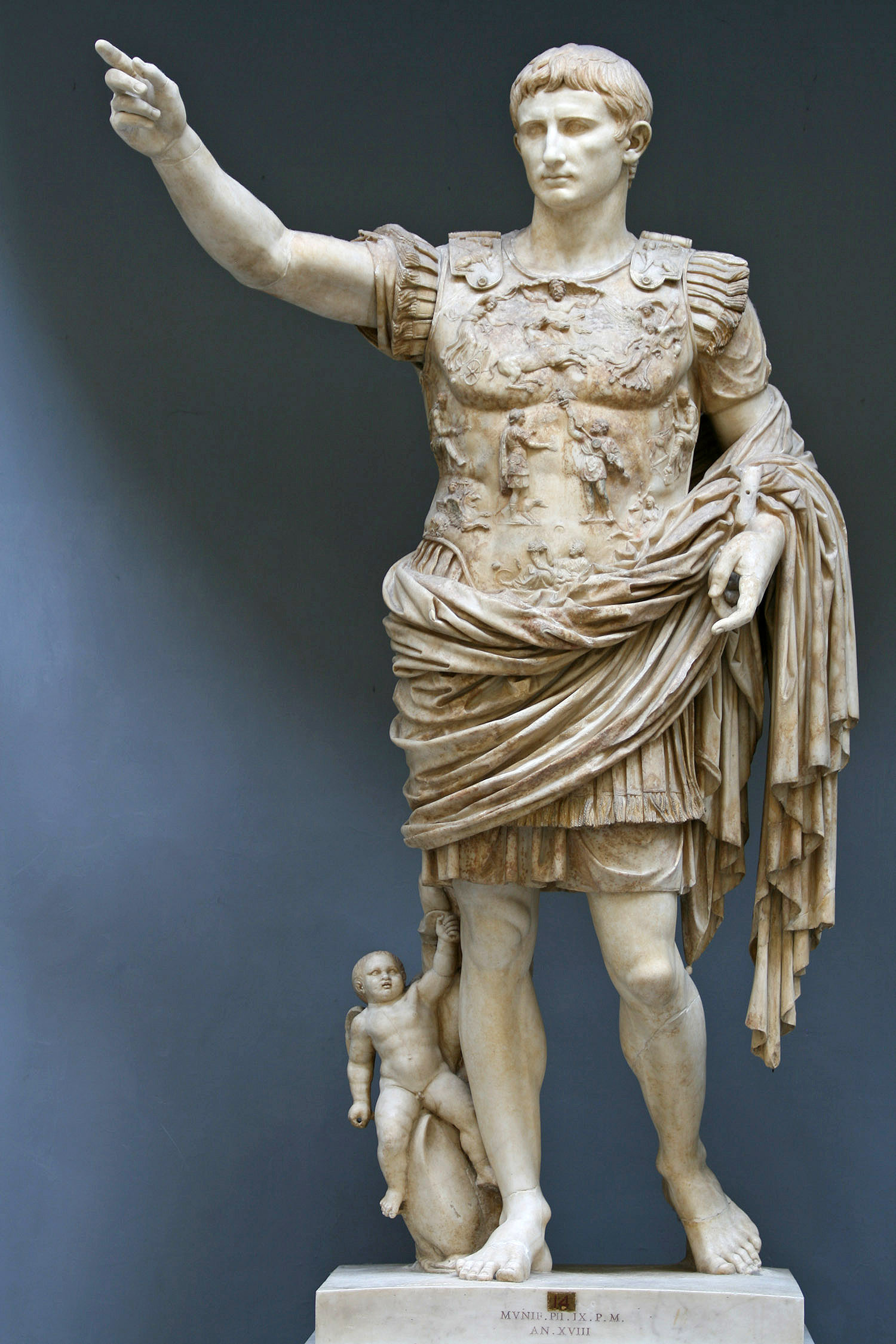
امپراتور آگوستوس سزار با ژست نظامی (سده ۱ میلادی)
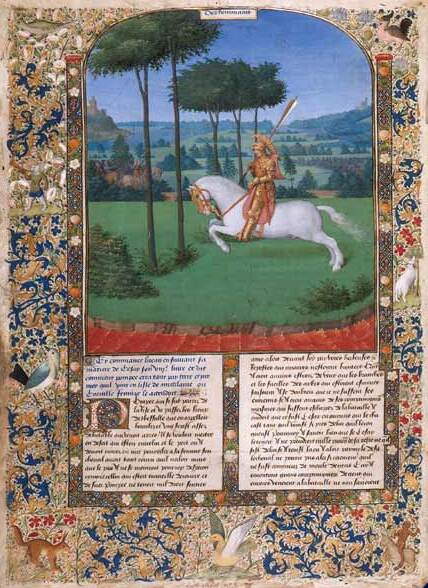
فرار پومپه بعد از نبرد فارسالوس، کاری از ژان فوکه
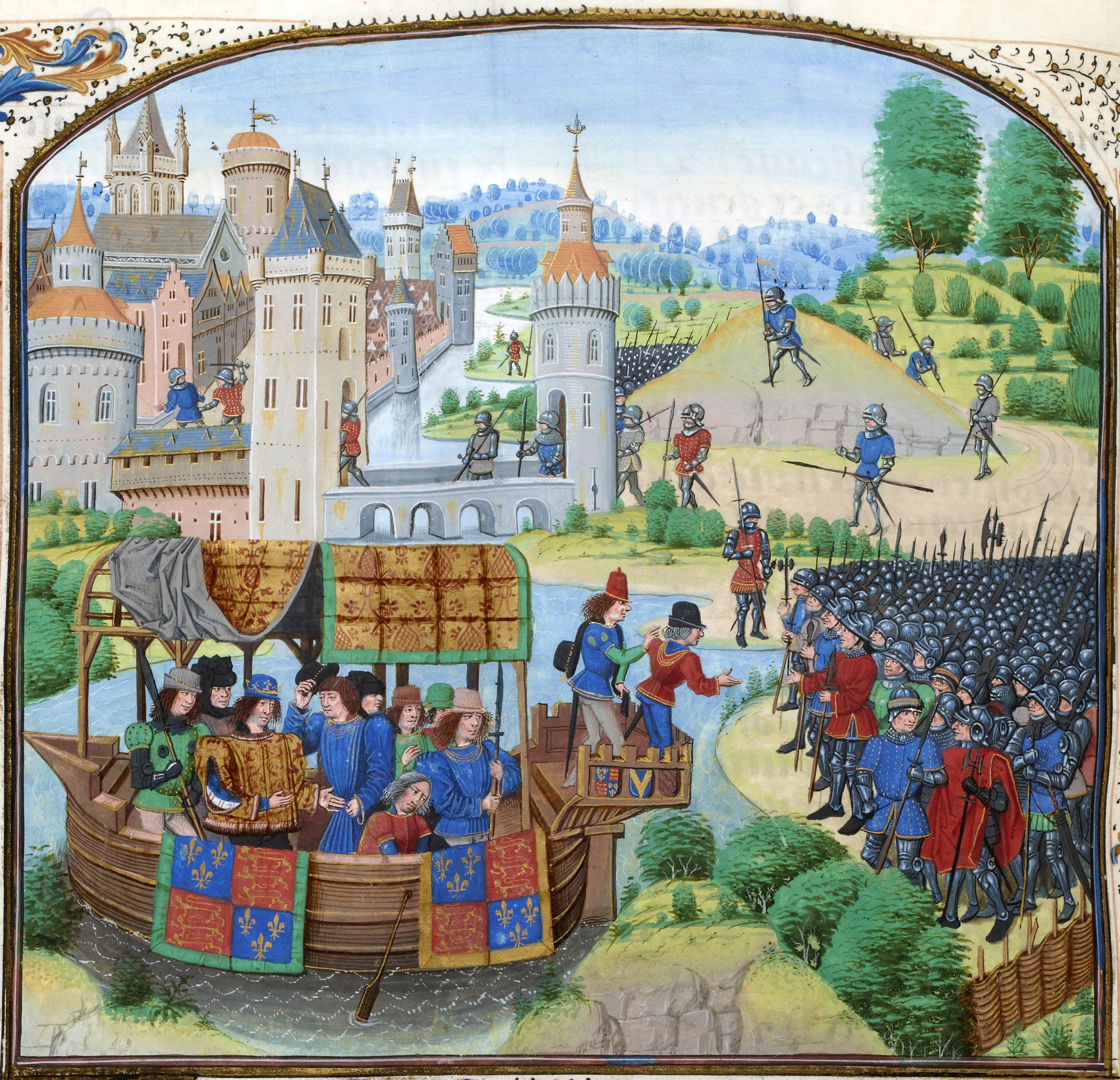
نمای قرون وسطایی: ریچارد دوم با شورشیان ملاقات می‌کند
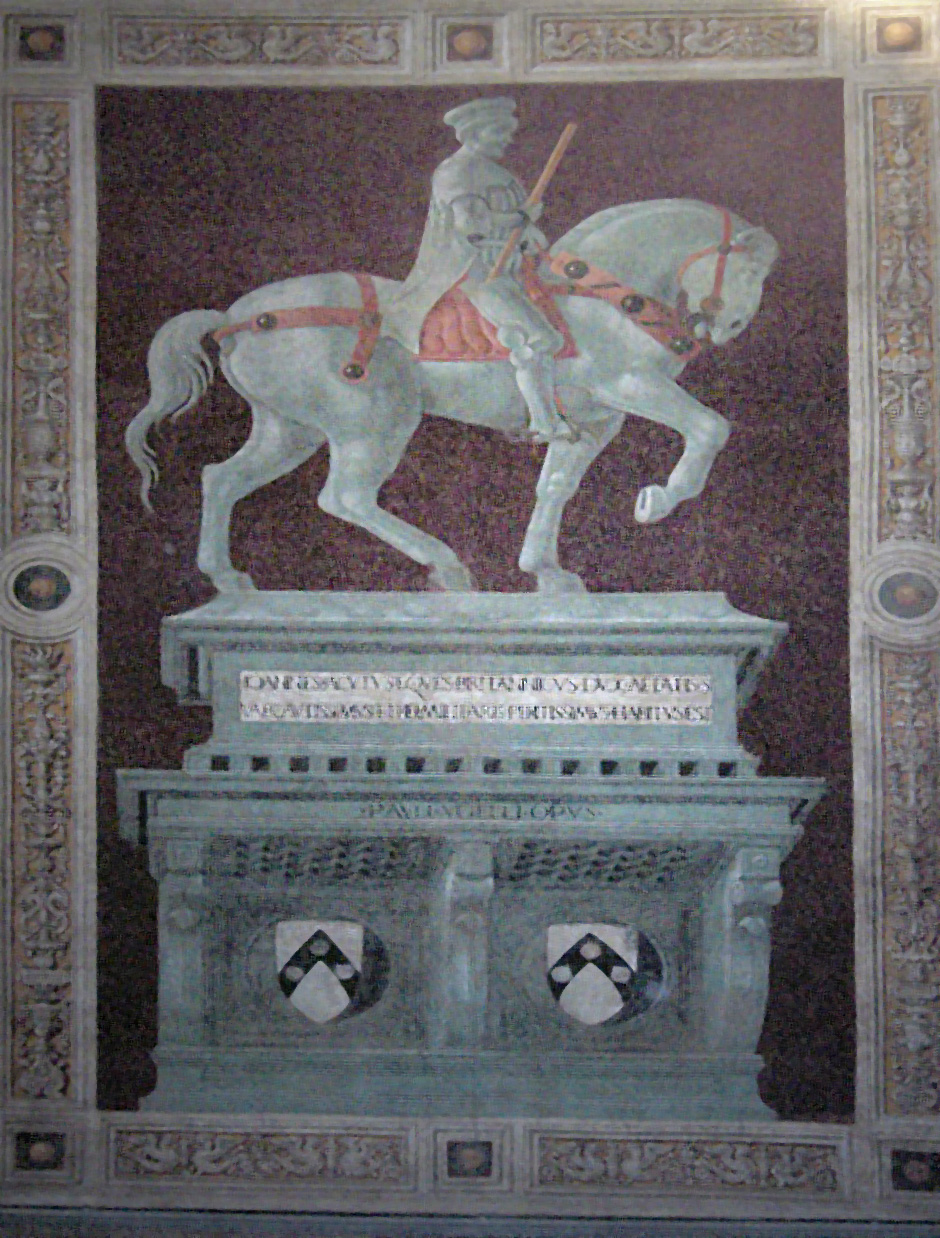
سر جان هکوود (نقاشی دیواری در کلیسای جامع فلورانس)
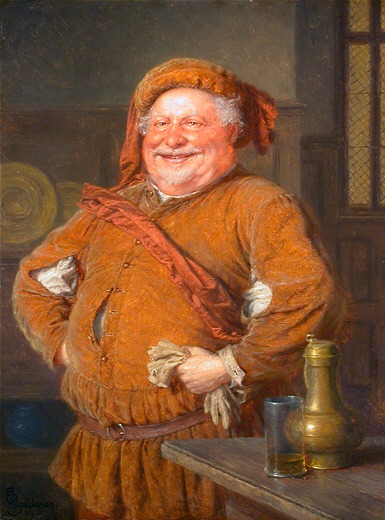
طرحی از شخصیت سر جان فالستاف (مخلوق شکسپیر) توسط ادوارد فون گروتزنر
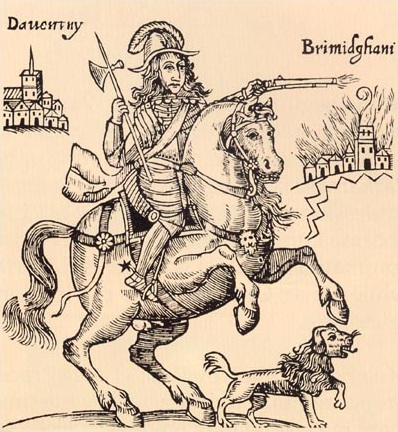
"کارهای بی‌رحمانه شاهزاده روپرت (۱۶۴۳)

رشد سریع سامانه چاپ نویسه متحرک در اواخر سده ۱۶ و اوایل سده ۱۷ میلادی باعث شد که صعودی ناگهانی در نشر خصوصی رخ دهد. چاپ کتابچه‌ها رونق زیادی گرفت. در این کتابچه‌ها غالباً به هجو رهبران نظامی می‌پرداختند. کتابچه‌ای که علیه شاهزاده روپرت راینی نوشته شده بود نمونهٔ خوبی برای این مسئله است. سده ۱۹ اوج هتک حرمت نسبت به حاکمان وقت بود و نقاشی هر نجیب‌زادهٔ نظامی که توسط نقاشان زبردست دربارهای اروپا همچون گینزبورو، گویا و رینولدز کشیده شده بود با کاریکاتورهای رولند و هوگارت بعضاً به نرمی و برخی اوقات با خشونت مورد تمسخر قرار می‌گرفت.
در سده ۲۰ میلادی نیز همچنان ناشرانی چون پانچ در امپراتوری بریتانیا و لوپیر دوشس در فرانسه تشکیلات نظامی را مورد استهزا قرار می‌دادند. این هجو به رسانه‌های غیر از کتاب نیز سرایت کرد. یکی از مثال‌های دیرپا در این مورد ترانه سرلشکر (Major-General’s Song) از اپرای مفرح گیلبرت و سولیوان به نام دزدان دریایی پنزانس است که در آن یک افسر ارشد ارتش به خاطر داشتن انبوهی از اطلاعات نامربوط مورد تمسخر قرار می‌گیرد.

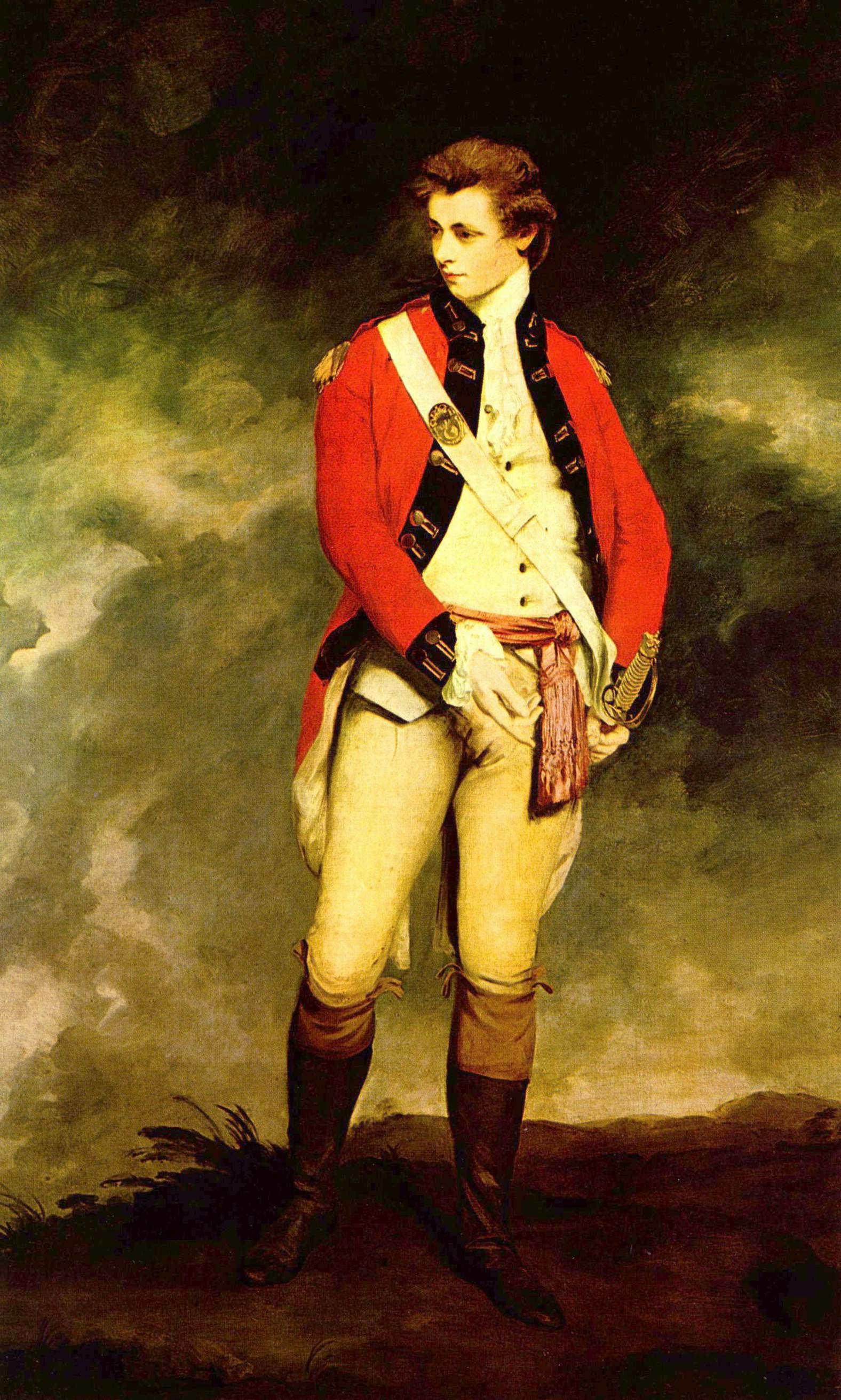
سرهنگ جان هایس سنت لگر کاری از سر جاشوا رینولدز
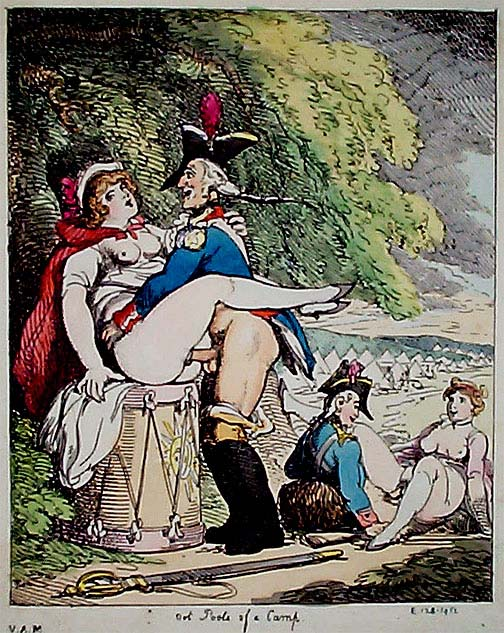
توماس رولندسون غالباً نظام را مورد تمسخر قرار می‌داد.
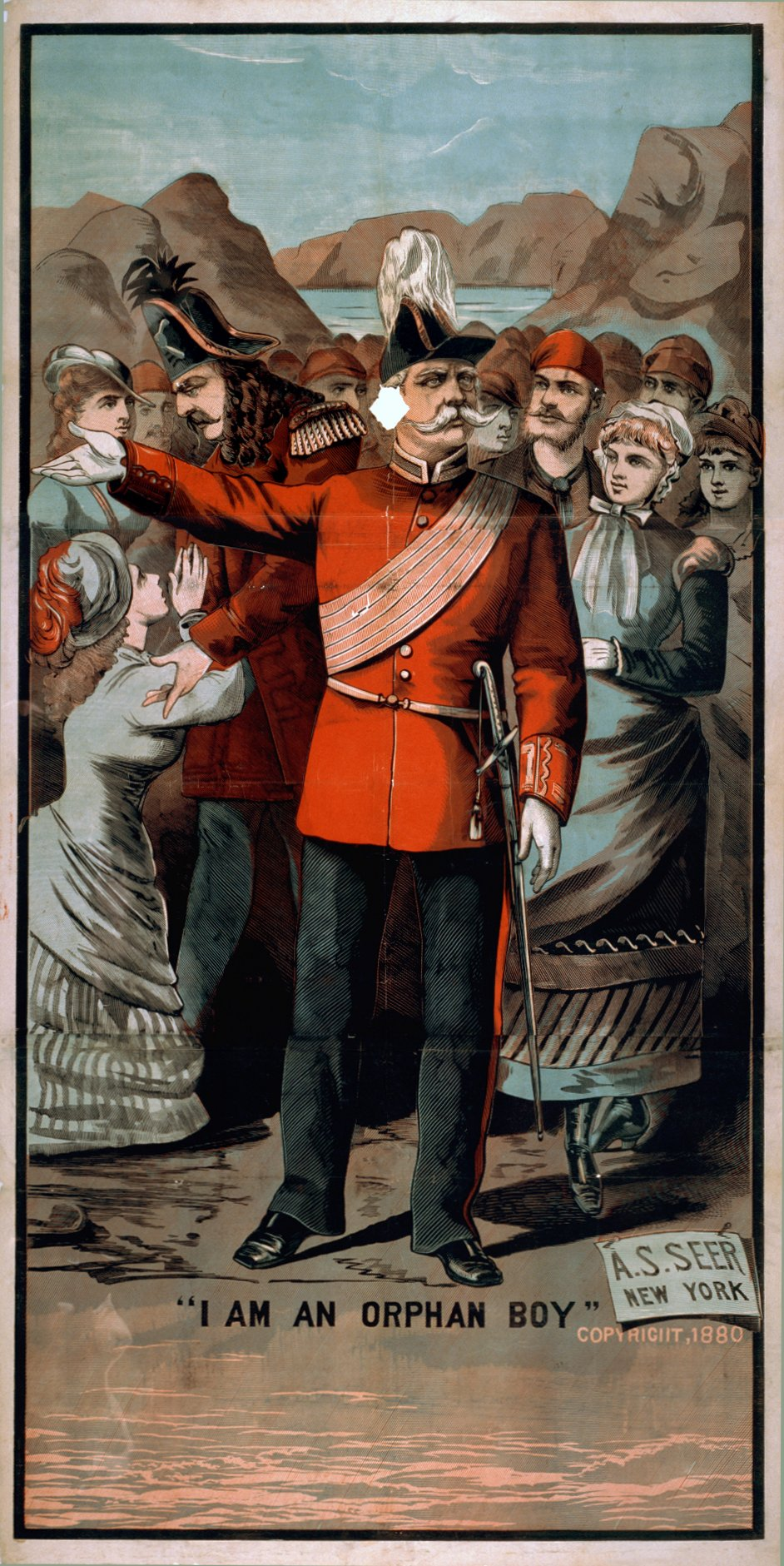
"یک سرلشکر مدرن" (دزدان دریایی پنزانس)
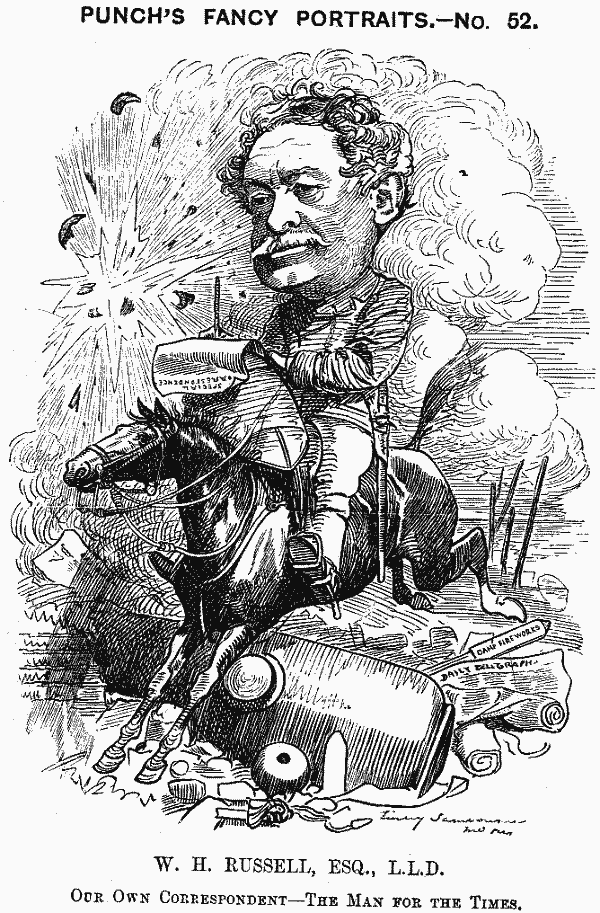
پانچ: گزارشگر جنگ،  ویلیام هوارد راسل،  جنگ کریمه

اهمیت روزافزون سینما در سده ۲۰ میلادی سکوی جدیدی برای نمایش موضوعات نظامی فراهم کرد. در طول جنگ جهانی اول فیلم‌های اخبار جاری به مردم اجازه دادند تا نسخهٔ به شدت سانسورشده و بدون خون‌ریزی را از خط مقدم جبهه ببینند. در همان زمان فیلم‌های طرفدار و مخالف جنگ به روی پرده سینماها رفتند. یکی از نخستین فیلم‌ها از این دست، فیلمی دربارهٔ هوانوردی نظامی به نام فرشتگان جهنم (Hell’s Angels) بود که رکورد فروش بلیط در اولین روز اکران را در سال ۱۹۲۹ (۱۳۰۸) شکست. به زودی فیلم‌های جنگی گوناگون در اقصی نقاط دنیا به نمایش درآمدند که از آن میان می‌توان به آثار چارلی چاپلین اشاره کرد که فعالانه می‌کوشیدند تا مردم را تشویق به اهدای کمک‌های مالی و حضور داوطلبانه در ارتش کنند.
جنگ جهانی اول مسئول نوع جدیدی از هنر نظامی از طریق شعر بود. تا به امروز از شعر برای ذم یا مدح جنگ استفاده شده‌است. شعر یورش تیپ سبک (The charge of the Light Brigade) توسط آلفرد لرد تنیسون نمونه خوبی از دوران ویکتوریایی است. رودیارد کیپلینگ پاسخی سوزناک به نام آخرین افراد تیپ سبک (The Last of the Light Brigade) نوشته‌است که طی آن از فقر کهنه‌سربازان تیپ سبک انتقاد کرده‌است. موج جدید شعر شاعران جنگ از دید سربازان بی‌تفاوت سنگرها سروده می‌شود.
از شعرای پیشروی جنگ در جهان می‌توان به این اسامی اشاره کرد: زیگفرید ساسون، ویلفرد اوون، جان مک‌کرا، روپرت بروک، ایزاک روزنبرگ و دیوید جونز. چنین جنبشی در ادبیات نیز به وجود آمد و باعث شد تا مقدار زیادی رمان در هر دو سوی اقیانوس اطلس خلق شود که از آن میان می‌توان به رمان‌های «در جبهه غرب خبری نیست» (All Quiet on the Western Front) و «جانی تفنگش را برداشت» (Johnny Got His Gun) اشاره کرد. نمایشنامه موزیکال انگلیسی به نام «آه، چه جنگ دوست‌داشتنی!» (Oh, What a Lovely War!) در سال ۱۹۶۳ (۱۳۴۲) برداشتی هزل‌گونه از جنگ جهانی اول بود. نسخهٔ سینمایی این نمایشنامه در سال ۱۹۶۹ (۱۳۴۸) توسط ریچارد اتنبورو عرضه شد.
جنگ تبلیغاتی که به دنبال جنگ جهانی دوم رخ داد، دشمن را به شکل اغراق‌نشده به نمایش گذاشت. جماهیر متحد شوروی و آلمان نازی به شدت در ساخت تصاویر قهرمانانه فعال بودند و سربازان خود را در وضعیتی نیمه افسانه‌ای توصیف می‌کردند. نمونه‌هایی از این دست نه تنها در پوسترها عرضه می‌شد بلکه حتی در فیلم‌هایی از لنی ریفنستال و سرگئی آیزنشتاین هم دیده می‌شدند.
جنگ جهانی دوم باعث شد تا فیلم‌های متنوعی چون «پل رودخانه کوای» (Bridge on the River Kwai)، «طولانی‌ترین روز» (The Longest Day)، «تبصره ۲۲» (Catch-22)، «نجات سرباز رایان» (Saving Private Ryan) و «شاید دریا آن‌ها را نگرفته باشد» (The Sea Shall Not Have Them) ساخته شوند. مهم‌ترین رخداد بعدی جنگ کره بود که باعث شد مجموعه تلویزیونی دراز مدت «مش» (M*A*S*H) ساخته شود. با بروز جنگ ویتنام تعادل فیلم‌ها عوض شد و به خصوص فیلم‌هایی چون «اینک آخرالزمان» (Apocalypse Now)، «صبح به خیر ویتنام» (Good Morning Vietnam)، «برو به اسپارت‌ها بگو» (Go Tell the Spartans) و «متولد چهارم ژوئیه» (Born on the Fourth of July) محتوی انتقاداتی از جنگ بودند.
حتی شعر کودکانه‌ای دربارهٔ جنگ به نام «دوک پیر و گنده یورک» (Grand Old Duke of York) وجود دارد که در آن یک امیر ارتش به دلیل ناتوانی در فرماندهی نیروهایش مورد تمسخر قرار می‌گیرد. ترانه‌های زیادی وجود دارند که در رابطه با جنگ هستند و از آن میان می‌توان به «و گروه والتزینگ ماتیلدا را نواخت» (And The Band Played Waltzing Matilda) و «سرباز جهانی» (Universal Soldier) اشاره کرد.

## میلیتاریا
میلیتاریا یکی دیگر از راه‌های تجسم نظام است. میلیتاریا مجموعه‌ای از آثار کهنه مصنوعی یا المثنی افراد، سلاح‌های گرم، شمشیرها، مدال‌ها و دیگر اشیای تاریخی است که به خاطر اهمیت تاریخیشان جمع‌آوری می‌شوند. امروزه جمع‌آوری اقلامی چون سربازان عروسکی و مدل‌های نظامی یک سرگرمی برای گروه زیادی از مردم به‌شمار می‌رود.